# Marie Dentière

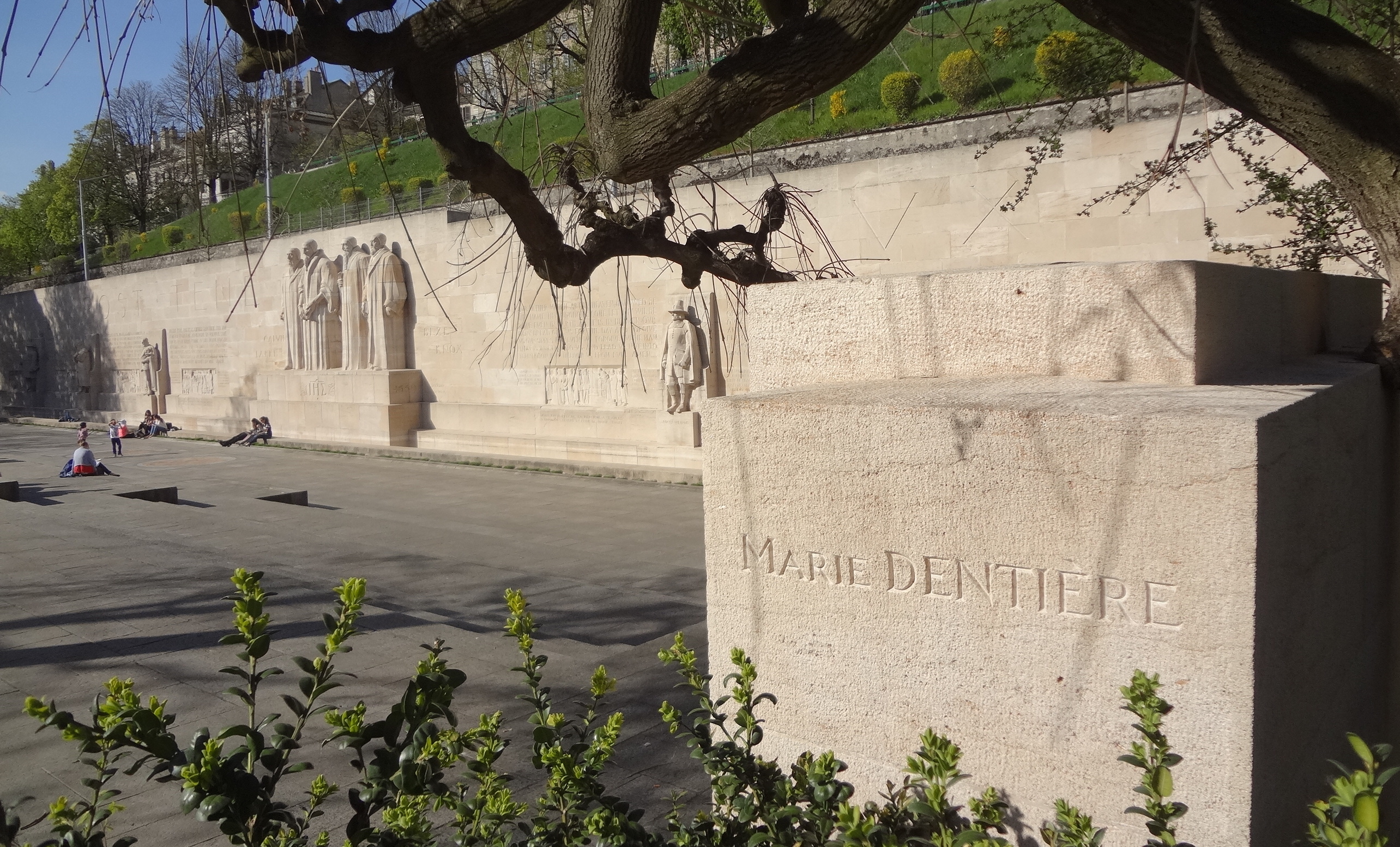
Erster Name einer Frau auf dem Reformationsdenkmal in Genf

Marie Dentière, auch Marie d’Ennetières (* 1495 in Tournai; † 1561 in Genf), war eine reformierte Theologin, Schriftstellerin, Reformationshistorikerin und Lehrerin. Da in dieser Zeit Frauen keine Bücher veröffentlichen konnten, erschienen ihre Werke unter Pseudonym. Sie setzte sich für das Recht zu predigen auch für Frauen ein und trat in Genf in Opposition zu dem mächtigen Reformator Johannes Calvin.

## Leben und Wirken
Dentière kam in einer niederen Adelsfamilie zur Welt. Bereits als Mädchen ging sie ins Augustinerinnenkloster, wo sie eine theologische Ausbildung erhielt, das ihr Interesse an der Bibel entfachte. Sie wurde dann Priorin des Augustinerinnenklosters von Près in Tournai, und nach dem Lesen von Martin Luthers Schriften wurde sie eine Anhängerin der Reformation. Nach 1520 flüchtete sie aus dem Kloster und zog 1524 nach Strassburg, wo sie 1528 Simon Robert heiratete. Zusammen zogen sie in die Schweiz, wo Robert zunächst als Pfarrer in Bex und dann in Aigle VD als reformierter Pfarrer wirkte. Nach seinem Tod 1533 heiratete die Witwe und Mutter zweier Kinder Antoine Froment und lebte ab 1535 mit ihm in Genf. Zum Unmut der Priorinnen versuchte sie in den Klöstern der Genfer Umgebung, Nonnen den evangelischen Glauben nahezubringen.
Auch die Reformatoren wollten sich nicht damit abfinden, dass in der neu entstandenen Kirche Frauen vergleichbare Rechte haben sollten wie Männer, und es wurde mit Verleumdungen versucht, ihren Ruf zu schädigen. Am 6. Februar 1540 schrieb Guillaume Farel an Johannes Calvin, der damals noch im strassburgischen Exil weilte: ... notre Froment est le premier qui, à la suite de sa femme, ait dégénéré en ivraie ... Cette femme orgueilleuse et vindicative fut, malgré tout son esprit, une mauvais conseillère à son nouvel époux, qu’elle dominait absolument („... unser Froment ist der erste, der, im Gefolge seiner Frau, in Trunkenheit verfallen ist ... Diese stolze und rachsüchtige Frau war ihrem neuen Mann trotz all ihres Verstandes eine schlechte Ratgeberin und beherrschte ihn völlig“). Das Verhältnis zwischen Calvin und dem Ehepaar Froment blieb dann auch eher distanziert.
Der Genfer Stadtrat verfügte, dass fast alle Exemplare der Schrift, die die Genfer Pastoren kritisierte, eingezogen und der Verleger in Haft genommen wurde. Der Vorfall markierte den Beginn der Zensur im reformierten Genf. Dentière war von nun an zum Schweigen verurteilt und während des gesamten 16. Jahrhunderts verließ kein einziges von einer Frau verfassten Buch mehr die Genfer Druckerpressen.
Sie verliess schliesslich Genf, und ihr Mann wurde Pfarrer im benachbarten Massongy. Sie eröffnete dort ein Mädchenpensionat und unterrichtete auch in alten Sprachen. Ein 1561 erschienenes, mit den Initialen M. D. signiertes Vorwort zu einer Predigt Calvins über die Schicklichkeit weiblicher Kleidung (1 Tim. 2,9ff.) wird ihr ebenfalls zugeschrieben.

## Ehrungen
Am 3. November 2002 wurde der Name Marie Dentières anlässlich des Reformationsfestes zusammen mit den Namen von Petrus Waldes, John Wyclif und Jan Hus den bereits bestehenden Inschriften des Genfer Reformationsdenkmals hinzugefügt. Sie ist die einzige Frau, der diese Ehre zuteilwurde.

## Schriften (Auswahl)
Marie Dentière veröffentlichte anonym mehrere historische und theologische Schriften:
- La guerre et deslivrance de la ville de Genève fidèlement faicte et composée par ung marchand demourant en icelle, 1536 („Der Krieg um die Stadt Genf und ihre Befreiung, treulich dargestellt und aufgeschrieben durch einen in ihr wohnenden Handelsmann“). [Edition mit Einführung und Text:] Albert Rilliet (éd.): Mémoires et documents publiés par la société d’histoire et d’archéologie de Genève, T. 20, Genève 1881, pp. 309–384.
- Epistre tres utile, faicte ey composée par une femme chréstienne de Tornay, envoyée a la Royne de Navarre, seur de Roy de France, contre les Turcz, Iuifz, Infideles, faulx chrestiens, Anabaptistes et Lutheriens, Anvers: Martin l’Empereur (= Genève: Jean Gérard) 1539 („Sehr nützlicher Brief, verfasst und aufgeschrieben von einer christlichen Frau aus Tournai, geschickt an die Königin von Navarra, Schwester des Königs von Frankreich, gegen die Türken, Juden, Ungläubigen, falschen Christen, Wiedertäufer und Lutheraner“, eine Streitschrift in Form eines Briefes an Margarete von Navarra). Der in seiner Intention nach offene Brief, der auf ein viel grösseres Lesepublikum ausgerichtet war, wurde 1539 anonym veröffentlicht. Er besteht aus drei Teilen: Einem Widmungsbrief (Lettre d’env à la Reine de Navarre), einem kurzen Traktat zur Verteidigung der Frauen (Défense pour les Femmes) und dem eigentlichen Sendschreiben (Èpître très utile). Edition: Epistle to Marguerite de Navarre and Preface to a Sermon by John Calvin, hrsg. und übers. von M. B. McKinley, Chicago/London 2004.
- Défense pour les femmes („Verteidigungsschrift für die Frauen“), 1539. Dieser sich anschliessende Teil ist in einem radikaleren Ton gehalten. Mit Quellenbezug auf die Heiligen Schrift erbringt die Autorin den Beweis für die hervorragenden Qualitäten der Frau und leitet daraus die Forderung nach aktiver Teilhabe der Frauen an gemeindlicher Arbeit, einschliesslich der Predigt, ab: „Gab es eine grössere Predigerin als die Samariterin, die sich nicht scheute, Jesus und sein Wort zu predigen, sich offen vor aller Welt zu ihm zu bekennen, sobald sie ihn hatte sagen hören, dass wir Gott in Geist und Wort verehren sollen [...]?“